# Ice Cream Cake (EP)
Ice Cream Cake je prvenstveni mini album južnokorejske dekliške k-pop skupine Red Velvet. Na njem se prvič pojavi peta članica skupine, Yeri, ki je v Red Velvet prišla naknadno. Mini album, ki je predstavil oba koncepta skupine, »rdečega« in »žametnega«, je izšel 17. marca 2015, v fizični obliki pa je bil izdan 18. marca. Izšel je v dveh verzijah, vsebuje pa šest pesmi z glavnima singloma "Automatic" in "Ice Cream Cake", ki sta pozneje postala ključen faktor za bliskovit vzpon popularnosti Red Velvet.

## Ozadje in promocija
11. marca 2015 je agencija S.M. Entertainment uradno predstavila bivšo članico SM Rookies, Yeri, kot novo članico skupine Red Velvet prek videa, ki so objavili na svojem kanalu portala YouTube. Istega dne so razkrili ime prvega albuma skupine, in sicer Ice Cream Cake. 14. marca je izšel videospot za pesem 'Automatic'. S.M. Entertainment je potrdila, da bodo Red Velvet promovirale oba glavna singla, "Ice Cream Cake" in "Automatic".
Agencija je prav tako sporočila, da bo album promoviran prek posebnega programa z imenom Ice Cream TV. Skupina je na predstavi, ki je bila predvajana na programu Naver Music in jo je gostil član skupine SHINee Minho, pesmi z albuma odpele v živo. Poleg nastopov v živo so se članice razgovorile o novem albumu in svoji vrnitvi (ang. 'comeback').
Skupina je singla "Automatic" in "Ice Cream Cake" začela promovirati na glasbenih prireditvah (ang. music shows) 19. marca. Prvič so ju izvedle v oddaji M! Countdown na TV programu Mnet, sledili pa sta izvedbi v oddaji Music Bank programa KBS 20. marca  in Inkigayo programa SBS 22. marca. Čez en teden so znova nastopile na Music Bank, kjer so osvojile svojo prvo trofejo (ang. music show win) v svoji karieri. Svoj prvi "Ice Cream Cake" prekomorski nastop in hkrati prvi nastop z vsemi petimi članicami so izvedle na Tajvanu.  Promocije so potekale tudi na Filipinih v okviru Best of the Best K-pop Concert 12. aprila – na koncertu sta nastopili tudi k-pop skupini Super Junior in Girls' Generation agencije SM Entertainment, pa tudi deška skupina BTOB agencije Cube Entertainment. 
2. avgusta so promovirale tudi v ZDA na dogodku KCON v Staples Center, Los Angeles. Organizirale so druženje z oboževalci v Los Angeles Convention Center in na koncertu odpele Ice Cream Cake, Somethin' Kinda Crazy in Happiness.

## Verzije
Mini album je izšel v dveh verzijah z naslovoma Ice Cream Cake in Automatic. Na obeh ni nobene razlike v pesmih, le verzija Automatic ima alternativno naslovnico, ki vsebuje originalno naslovnico v črnobeli obliki skupaj z obliko fizične kopije. Tudi foto-knjiga (photo book) znotraj zgoščenke vsebuje druge fotografije.

## Videospota
Za videopost za "Ice Cream Cake", ki je izšel 16. marca 2015, se je koreografijo zamislil Kyle Hanagami, ki je z Red Velvet sodeloval že pri njihovem drugem singlu "Be Natural". Posnet je bil v Palmdalu v Kaliforniji in v večini vsebuje elemente kalifornijske puščaveter na pogled zapuščenega motela. Pred obvestilom o njeni pridružitvi je bila Yeri skupaj s preostalimi članicami februarja opažena pri snemanju videospota, za katerega se je takrat govorilo, da bo nosil naslov "Blonde Girl". V nasprotju z videospotom za "Automatic", ki ima odraslejšo noto, je "Ice Cream Cake" živahnejši in svetlejši, članice pa v živobarvnih oblačilih plešejo v hitrem tempu.

## Sprejem
Jakob Dorof je za pop revijo Spin pesem "Ice Cream Cake" opisal kot "poslastico, ki je tako nepričakovana kot nepredvidljiva [...] naenkrat udari, nato pa se skozi čas umiri " in jo oklical za " SM založno specialiteto: bubblegum pop, ki nagrajuje ponavljajoče se obrate." Jeff Benjamin je za Billboard album razglasil za "impresiven poskus za tako mlado skupino" in pohvalil njihovo zmožnost upodabljati dualno glasbeno identiteto v singlih "Ice Cream Cake" in "Automatic." Pojasnil je: "Ena je živahna, pocukrana pop konfekcija, za katero zgleda, da [...] predstavlja njihovo dekliško stran; njihovo »rdečo« stran, če želite. Druga pa je počasna Janet Jacksonovska R&B pesem, ki jih [...] predstavlja kot ženstvene sirene; njihova »žametna« stran."
Album je dosegel prvo mesto na južnokorejski lestvici Gaon Weekly Albums in drugo mesto na Billboardovi lestvici World Albums Chart. Prav tako se je 4. aprila 2015 zavihtel na 25. mesto Billboardove lestvice Top Heatseekers. Naslovna pesem "Ice Cream Cake" je debitirala na četrtem mestu lestvice Gaon Singles Chart in osvojila tretje mesto Billboardove lestvice World Digital Songs. Tudi vsem preostalim petim pesmim z albuma je uspelo priti na Gaon Singles Chart.
"Ice Cream Cake" je postal najbolj gledan K-pop videospot na svetu meseca marca, medtem ko je bil "Automatic" šesti. "Ice Cream Cake" je v Ameriki prav tako dosegel prvo mesto, "Automatic" pa četrto. The album went on to become the best selling album by a girl group in South Korea on the Hanteo Chart for the first half of 2015.

## Seznam pesmi
| Št.             | Naslov                 | Besedilo                     | Glasba                                                                                    | Dolžina |
| --------------- | ---------------------- | ---------------------------- | ----------------------------------------------------------------------------------------- | ------- |
| 1.              | „Ice Cream Cake‟       | Jo Yoon-kyung, Kim Dong-hyun | Hayley Aitken, Sebastian Lundberg, Fredrik Haggstam, Johan Gustafson a.k.a. Trinity Music | 3:11    |
| 2.              | „Automatic‟            | Choi So-young (Jam Factory)  | Daniel "Obi" Klein, Charli Taft                                                           | 3:30    |
| 3.              | „Somethin Kinda Crazy‟ | Kenzie                       | Kenzie, Teddy Riley, DOM, Lee Hyun-seung for TRX, Charli Taft                             | 3:19    |
| 4.              | „Stupid Cupid‟         | Sung Hyun-bin                | Andrew Choi, 220, Hayley Aitken, Cha Cha Malone                                           | 3:29    |
| 5.              | „Take It Slow‟         | G-High, Lee Ju-hyung         | G-High, Lee Ju-hyung                                                                      | 3:31    |
| 6.              | „Candy (사탕)‟         | Hong Ji-yoo                  | Claire Rodrigues Lee, Kevin Charge                                                        | 4:22    |
| Skupna dolžina: | Skupna dolžina:        | Skupna dolžina:              | Skupna dolžina:                                                                           | 21:22   |

## Sodelujoči
Seznam sodelujočih je vzet z albuma.
| - S.M. Entertainment Co., Ltd. – izvršni producent - Lee Soo-man – producent - Nam So-yeong – direktor menedžmenta - Jeong Chang-hwan – direktor medijskega planiranja - Lee Seong-soo – direktor A&R - Chae Jeong-hee – direktor in koordinator A&R - Lee Da-yeong – direktor in koordinator A&R - Jo Min-kyeong – mednarodni A&R - Lee Seo-kyeong – mednarodni A&R - Kim Dong-ho – mednarodni A&R - Jeong Hyo-won – izdajanje in avtorske pravice - Kim Min-kyeong – izdajanje in avtorske pravice - Oh Jeong-eun – izdajanje in avtorske pravice - Park Mi-ji – izdajanje in avtorske pravice - Kim Cheol-soon – zvočni inženir - Jeong Ui-seok – zvočni inženir - Lee Min-kyu – zvočni inženir - Kim Hyeon-gon – zvočni inženir - Oh Seong-goon – zvočni inženir - Jeong Gi-hong – zvočni inženir - Jeong Eun-kyeong – zvočni inženir - G-high – zvočni inženir - Nam Goong-jin – mešalec zvoka - Goo Jong-pil – mešalec zvoka - Kim Cheol-soon – mešalec zvoka | - Jeong Ui-seok – mešalec zvoka - Jeon-hoon – mastering - Shin Soo-min – asistent masteringa - Tak Yeong-joon – umetniški menedžment in promotor - Kim Joo-yeong – umetniški menedžment in promotor - Bang Jin-ook – umetniški menedžment in promotor - Kim Min-jin – umetniški menedžment in promotor - Lee Seong-soo – umetniško planiranje in razvoj - Yoon Hui-joon – umetniško planiranje in razvoj - Jo Yoo-eun – umetniško planiranje in razvoj - Kim Eun-Ah – odnosi z javnostmi in publiciteta - Jeong Sang-hee – odnosi z javnostmi in publiciteta - Lee Ji-seon – odnosi z javnostmi in publiciteta - Kwon Jeong-hwa – odnosi z javnostmi in publiciteta - Lee Ji-hyeon – odnosi z javnostmi in publiciteta - Kim Min-seong – medijsko planiranje - Bok Min-kwon – medijsko planiranje - Jeong Gyeong-shik – medijsko planiranje - Tak Yeong-joon – direktor koreografije - Hong Seong-yong – direktor koreografije - Jae Sim (Beat Burger) – direktor koreografije - Greg Hwang (Beat Burger) – direktor koreografije | - Kyle Hanagami – koreografija - Jae Sim (Beat Burger) – koreografija - Ryu So-hee – asistent koreografije - Choi Jeong-min – marketing - Steven Myungkyu Lee – pregled angleškega besedila - Eom Hye-yeong – menedžement za odnose s strankami - Min Hui-jin – kreativni direktor - Shin Hui-won – direktor videospota (Automatic) - Kim Seong-ook – direktor videospota (Ice Cream Cake) - Min Hui-jin – oblikovanje - Jo Woo-cheol – oblikovanje - Kim Ye-min – oblikovanje - Madame Lolina – illustracija - Choi Min-hye – modni oblikovalec - Kim Joo-hee – make up (Automatic) - Shin Gyeong-mi – make up (Automatic) - Kim Joo-hee – make up (Ice Cream Cake) - Lee Ji-hyeon – frizure (Automatic) - Jeong Seon-i – frizure (Ice Cream Cake) - Min Hui-jin – fotografija - Kim Ye-min – asistent fotografije - Young-min Kim – izvršni nadzornik |

## Lestvice
| Lestvica (2015)              | Mesto |
| ---------------------------- | ----- |
| South Korean Albums (Gaon)   | 1     |
| US Billboard World Albums    | 2     |
| US Billboard Top Heatseekers | 24    |

| Lestvica (2015)            | Mesto |
| -------------------------- | ----- |
| South Korean Albums (Gaon) | 8     |

## Število prodanih izvodov in certifikati
| Lestvica                      | Št. izvodov |
| ----------------------------- | ----------- |
| Gaon prodaja fizičnih kopij   | 68,525+     |
| Oricon prodaja fizičnih kopij | 2,796+      |

## Zgodovina izdaj
| Regija       | Datum          | Format           | Založba                    |
| ------------ | -------------- | ---------------- | -------------------------- |
| Svetovno     | 17. marec 2015 | Digitalna izdaja | SM Entertainment           |
| Južna Koreja | 17. marec 2015 | Digitalna izdaja | SM Entertainment           |
| Južna Koreja | 18. marec 2015 | CD               | SM Entertainment, KT Music |